# Pseudoleucopis fasciventris
Pseudoleucopis fasciventris är en tvåvingeart som beskrevs av Malloch 1925. Pseudoleucopis fasciventris ingår i släktet Pseudoleucopis och familjen markflugor. Inga underarter finns listade i Catalogue of Life.